# Tramlink
Tramlink (спочатку Кройдонський трамвай) — чинна трамвайна мережа, у південній частини Лондона, Велика Британія, введено в експлуатацію у травні 2000 року. Трамвайна система управляється одним з відділів урядової організації Transport for London  — London Trams..
Tramlink на семи станціях має пересадки на Національну залізницю Великої Британії (National Rail), на станції Вімблдон  — на станцію Лондонського метрополітену (лінія Дистрикт), на станції Вест-Кройдон  — Лондонську надземку (Східна лінія). Однією з причин  будівництва Tramlink стала відсутність метрополітену у Кройдоні.
На вулицях з невеликим рухом автівкам дозволений проїзд по трамвайних коліях, які проходять посеред вулиці, на великих автострадах трамваям виділено окрему смугу, по якій рух автомобілів заборонено. На деяких дистанціях маршрути трамвая прямують позавуличними лініям.

## Історія

### Будівництво
У 1990 році районна рада Кройдона разом з організацією Лондонський регіональний транспорт (LRT), що в ті роки відповідала за весь громадський транспорт у Лондоні, внесли до парламенту проект будівництва Кройдонського трамвая, який був прийнятий, що дало LRT можливість побудувати і запустити Tramlink.
У 1996 році організація Tramtrack Croydon Ltd (TCL) здобула концесію, терміном на 99 років, на розробку, будівництво, експлуатацію та обслуговування Tramlink. TCL була товариством, до складу якого входили компанії FirstGroup і Bombardier Transportation (забезпечили рухомим складом), Sir Robert McAlpine Ltd и Amey Construction Ltd (побудували трамвайну мережу), Королівський банк Шотландії і транснаціональна компанія 3i (організували фінансування).

### Використання ліній доTramlink
У мережі кройдонського трамвая діє чотири маршрути: перший сполучає вул. Елмерс Енд Роуд на північно- заході району Бромлі з вул. Веллслі -роуд у центрі Кройдона. Другий маршрут сполучає Веллслі-роуд зі станцією Бекенгем-джанкшен на північному заході Бромлі. Третій сполучає ст. Нью- Аддінгтон на південному сході Кройдона зі ст. Вімблдон на північно-заході району Мертон. Четвертий маршрут сполучає Елмерс-Енд-роуд зі ст. Терапіа-лейн у Саттоні.
У минулому дистанція між станціями Елмерс-Енд і Вудсайд, якою зараз курсують перший, другий і четвертий маршрут Tramlink, був відгалуженням до ст. Аддіскомб, що належить British Rail. Сучасна трамвайна зупинка Аддіскомб знаходиться за 500 м на захід від демонтованої зараз старої залізничної станції. Стара станційна будівля та інша інфраструктура на ст. Вудсайд занедбані; через те, що станція сьогодні використовується тільки як трамвайна зупинка, високі платформи були знесені, а замість них побудовані низькі.
Від ст. Вудсайд майже до ст. Санділендс (1 маршрути, 2 і 4) і майже від ст. Санділендс через тунель Парк-гілл до ст. Ллойд-парк (маршрут 3) кройдонський трамвай прямує коліями закритої в 1983 році залізничної лінії Woodside and South Croydon Joint Railway компанії British Rail.
На третьому маршруті, на дистанції між станціями Вімблдон й Вест-Кройдон Tramlink прямує старою одноколійною лінією компанії British Rail, що закрита 31 травня 1997 року для того, щоб нею міг курсувати міський трамвай. В межах цієї дистанції залізниці, майже від ст. Фіпсу-брідж і майже до ст. Рівс-корнер, третя лінія кройдонського трамвая прокладена за маршрутом Суррейської залізниці, що працювала в 1803-46 роках, що дає Tramlink можливе право на звання однієї з найстаріших залізничних ліній у світі — залізнична станція Мітчам, яка закрита в 1997 році і перебудована під однойменну трамвайну зупинку, існувала ще задовго до появи кройдонського трамвая.
Другий маршрут Tramlink між станціями Біркбек і Бекенхем-джанкшен прокладено паралельно дистанції лінії Кристал-пелес — Бекенхем-джанкшен (англ. Crystal Palace to Beckenham Junction line), що обслуговується «Британською Національною залізницею» (National Rail).

### Купівля корпорацією TfL
У березні 2008 року TfL (Transport for London) оголосила про те, що досягла угоди про купівлю TCL за £ 98 млн. Покупка була оформлена 28 червня 2008 року. У жовтні 2008 року, TfL ввела нову ліврею вагонів, на яких стали використовуватися зелені, білі і сині кольори замість червоно-білої колірної комбінації. Це було зроблено для того, щоб трамваї візуально відрізнялися від автобусів. В іншому покупка Tramlink корпорацією TfL не вплинула на його роботу.

## Загальна інформація

### Зупинки

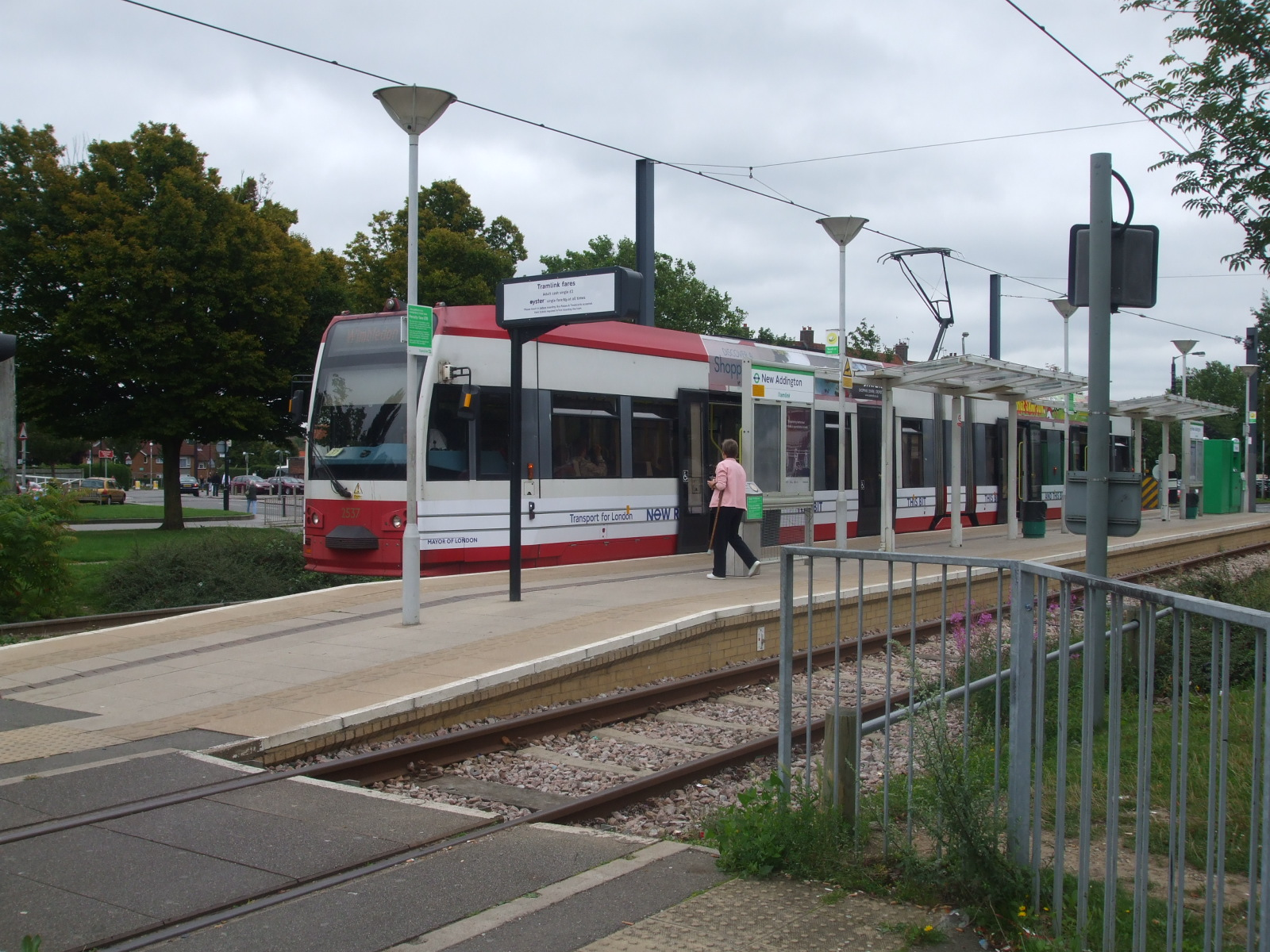
Станція Нью Аддінгтон

На всіх трамвайних зупинках низькі, заввишки 350 мм над рівнем залізничного полотна, платформи, що розташовані на одному рівні з дверима вагонів. Це дозволяє людям на інвалідних візках і пасажирам з дитячими візочками безперешкодно зайняти місце у вагоні, а, за відсутностю сходинок, пасажирам не доводиться піднімати ногу і робити великий крок вперед, щоб зайти у трамвай, що особливо важливо для людей похилого віку. Платформи складають з тротуарами єдине ціле, тобто відсутні різні сходинки і бортові камені. На більшості з 39 станцій довжина платформи становить 32,2 м. Платформи мають ширину понад 2 м. Зупинки працюють без обслуговчого персоналу, вони обладнані автоматами з продажу квитків. Як правило, перехід з однієї платформи на іншу здійснюється залізничними настилами.
Tramlink належать деякі станції, що раніше обслуговувалися іншими залізничними операторами. Високі платформи на таких станціях були знесені, а замість них побудовані низькі трамвайні, крім станцій Вімблдон і Елмерс-Енд, де рівень трамвайної колії було піднято щодо залізничних колій, досягнувши рівня стандартної високої платформи, що дає можливість здійснювати крос-платформову пересадку.
У травні 2000 року, по введенню в експлуатацію Tramlink було відкрито 38 станцій. Станція Сентрал на Тамворд-роуд було введено в експлуатацію 10 грудня 2005 року. З відкриттям цієї станції час проходження всіх маршрутів дещо збільшився, тому було порушено питання про покупку додаткових трамваїв, з тим, щоб зберегти первинний графік руху трамваїв.
Всі зупинки доступні інвалідам. Уздовж краю платформи прямує смуга, викладена рельєфною плиткою. На всіх станціях ведеться відеоспостереження, є інформаційні дисплеї, автоматизовані пункти допомоги пасажирам, натисканням кнопки на яких можна зв'язатися з диспетчером, автомати продажу квитків і зчитувачі Oyster card. На платформах є урни для сміття, ліхтарні стовпи і дошка оголошень, а також лави під навісом.
Інформаційні дисплеї показують очікуваний час прибуття двох наступних трамваїв. На них також можуть відображатися різні повідомлення від диспетчерів, наприклад, про затримку трамваїв або навіть зауваження хуліганам, які можуть кидати різні предмети на колії.

### Маршрути
Tramlink не показаний на звичайній схемі лондонського метрополітену, але позначається на мапі «London Connections map» (розширена версія мапи, на яку нанесені крім ліній лондонського метрополітену також лінії Tramlink, лондонської надземки, лінія Доклендського легкого метро, Хітроу-Експрес та інші залізничні лінії у Лондоні). 23 липня 2006 року, транспортна мережа була реструктуризована: на маршруті 1 (від Кройдона до Едмерс-Енд) і маршруті 2 (від Бекенхем-джанкшен до Кройдона) трамваї з понеділка по суботу стали курсувати що 10 хв, а у неділю що 30 хв; на маршруті 3 (від Нью-Аддінгтон до Вімблдон) трамваї курсують що 7,5 хв з понеділка по суботу і що 15 хвилин у неділю.

### Зміна колірних позначень маршрутів

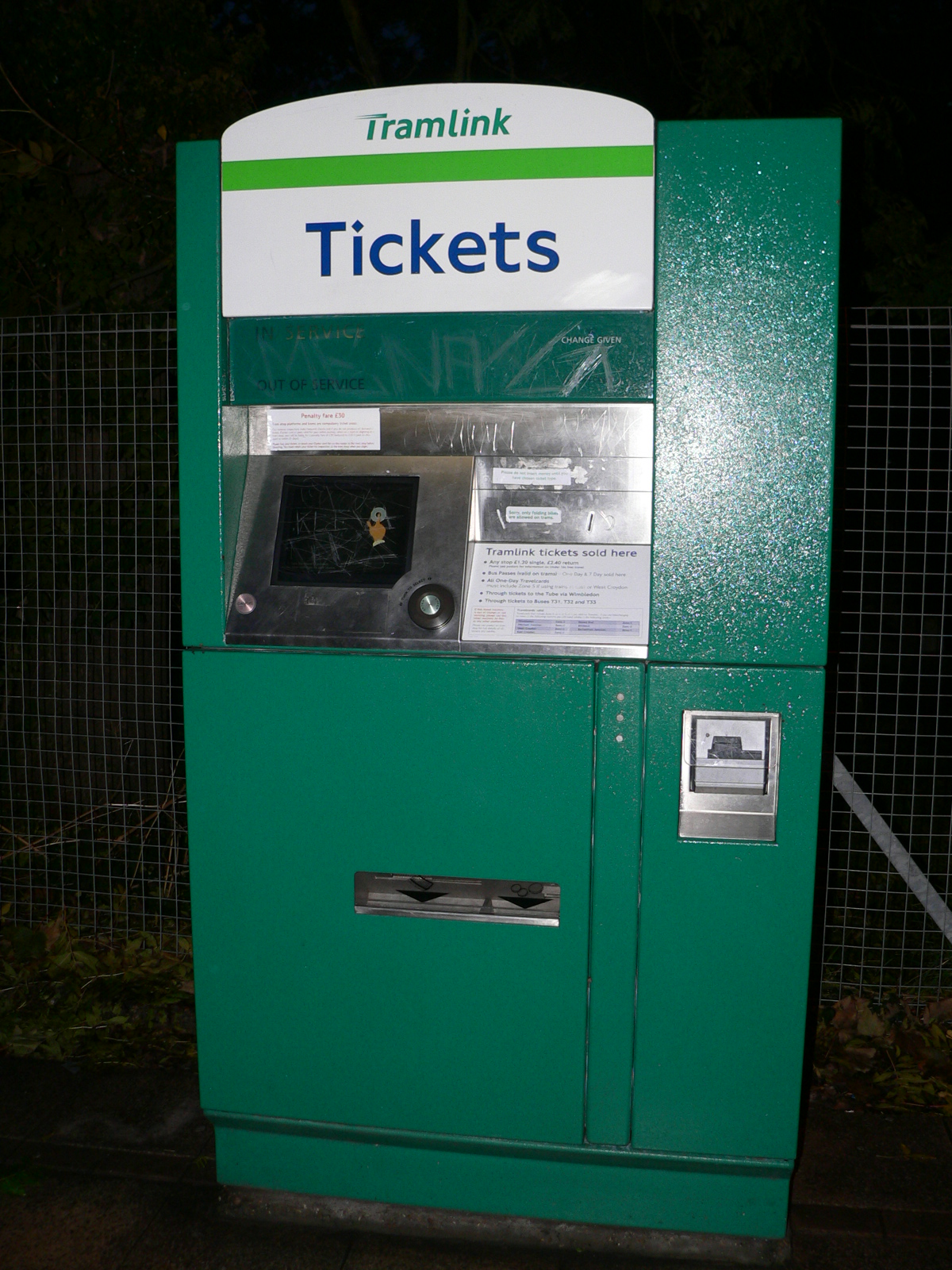
Автомат з продажу квитків на станції

Коли TfL стала власником Tramlink, була розроблена нова схема кройдонської трамвайної мережі. Об'єднані перший і другий маршрути позначаються на схемі лаймовим кольором (Trams Green). Третій маршрут позначається на схемі темно-зеленим кольором, а четвертий — світло-зеленим. Спочатку (до покупки TCL корпорацією TfL) перша лінія Tramlink позначалася жовтим, друга — червоним, а третя — зеленим (колір лінії Дистрикт лондонського метрополітену).

### Оплата проїзду
Системи оплати трамвая і автобуса об'єднані, автобусні квитки дійсні і у Tramlink.
Вартість проїзду для всіх пасажирів старше 11 років при оплаті готівкою становить £ 2,30, а при оплаті картою Oyster ціна зменшується для дорослих до £ 1,35, а для неповнолітніх пасажирів старше 11 років до £ 0,65. Проїзд у трамваї для дітей до 11 років безкоштовний.
Оплата проїзду здійснюється за допомогою квиткових автоматів, які є на кожній платформі. Власники Oyster карт перед входом у трамвай мають прикласти свою карту до валідатора, який є на кожній платформі.

## Рухомий склад
Всього у мережі кройдонського трамвая працює 30 одиниць рухомого складу. Спочатку у трамвайному парку налічувалося 24 зчленованих низькопідлогових потягів моделі Bombardier CR4000, побудованих компанією Bombardier у Відні. Бортові номери трамваїв починаються з 2530, бортовий номер 2529 мав один з вагонів закритої у 1952 році лондонської трамвайної мережі. У 2006 році вагони CR4000 були заново відремонтовані і отримали нову фірмову ліврею.
У січні 2011 року Tramlink оголосив тендер на поставку додаткових 10 нових або уживаних складів. 18 серпня 2011 року TfL оголосила про те, що укладено контракт на суму £ 16 млн з компанією Stadler Rail на поставку шести потягів моделі Stadler Variobahn, подібних до тих, що діють у трамвайній мережі Бергена (Норвегія). Потяги почали поставлятися наприкінці літа 2011. Ці потяги використовуються на маршруті 4, між станціями  Терапіа-лейн  і Елмерс-Енд, а також на інших маршрутах. Трамваї були введені в експлуатацію навесні 2012 року.
| Модель            | Світлина | Макс. шв-ть | Макс. шв-ть | Кількість | Роки спорудження |
| Модель            | Світлина | миль/год    | км/год      | Кількість | Роки спорудження |
| ----------------- | -------- | ----------- | ----------- | --------- | ---------------- |
| Bombardier CR4000 |          | 50          | 80          | 24        | 1998–2000        |
| Stadler Variobahn |          | 50          | 80          | 6         | 2011-2012        |

## Ресурси Інтернету
- Trams. Transport for London. Архів оригіналу за 5 липня 2017. Процитовано 5 березня 2015.
- Current network map [Архівовано 30 травня 2013 у Wayback Machine.]